# Robbrecht & Daem

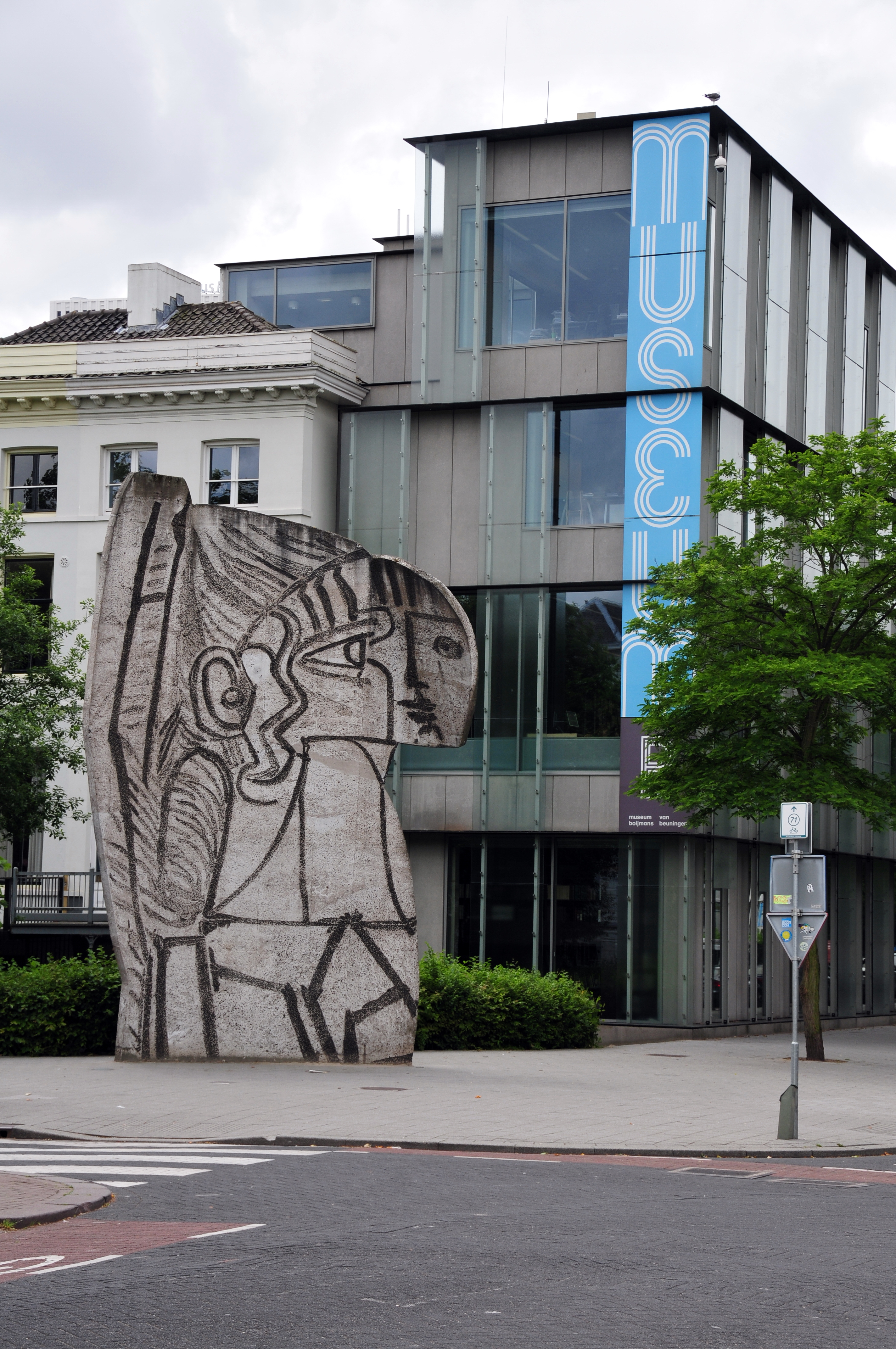
Uitbreiding Museum Boijmans Van Beuningen

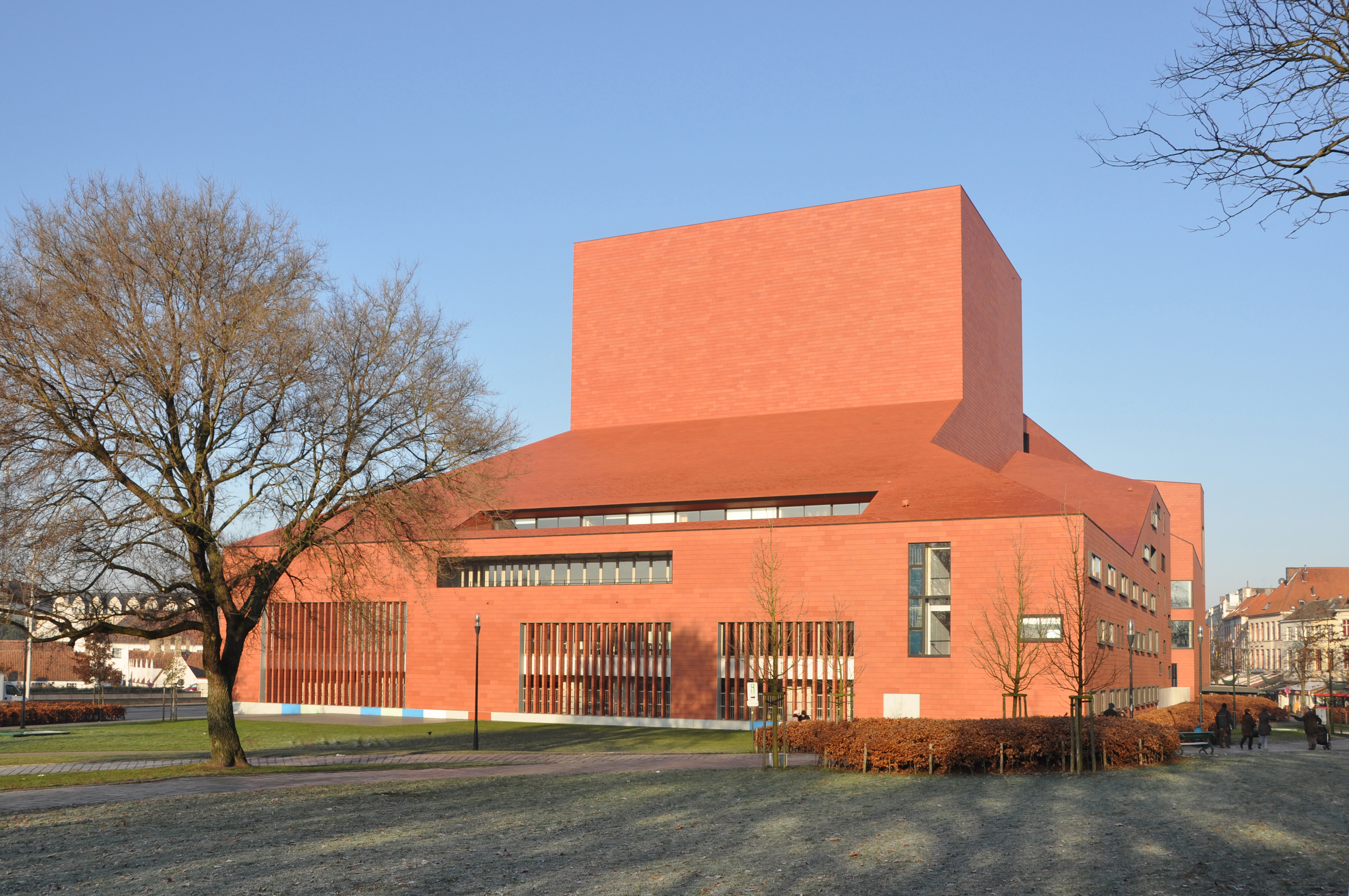
Concertgebouw Brugge

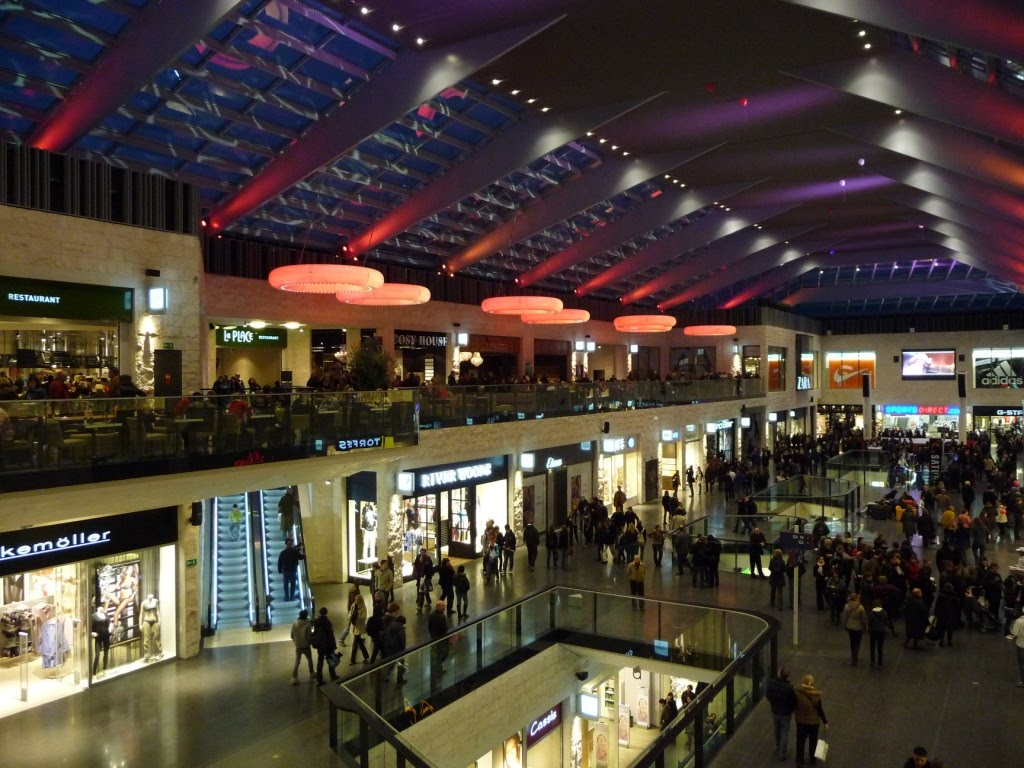
Winkelcentrum K in Kortrijk

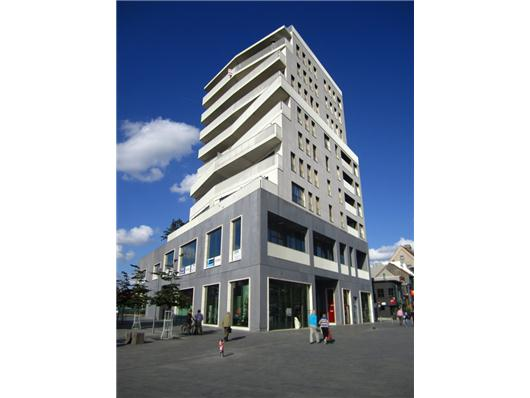
Sint-Janstoren, Kortrijk

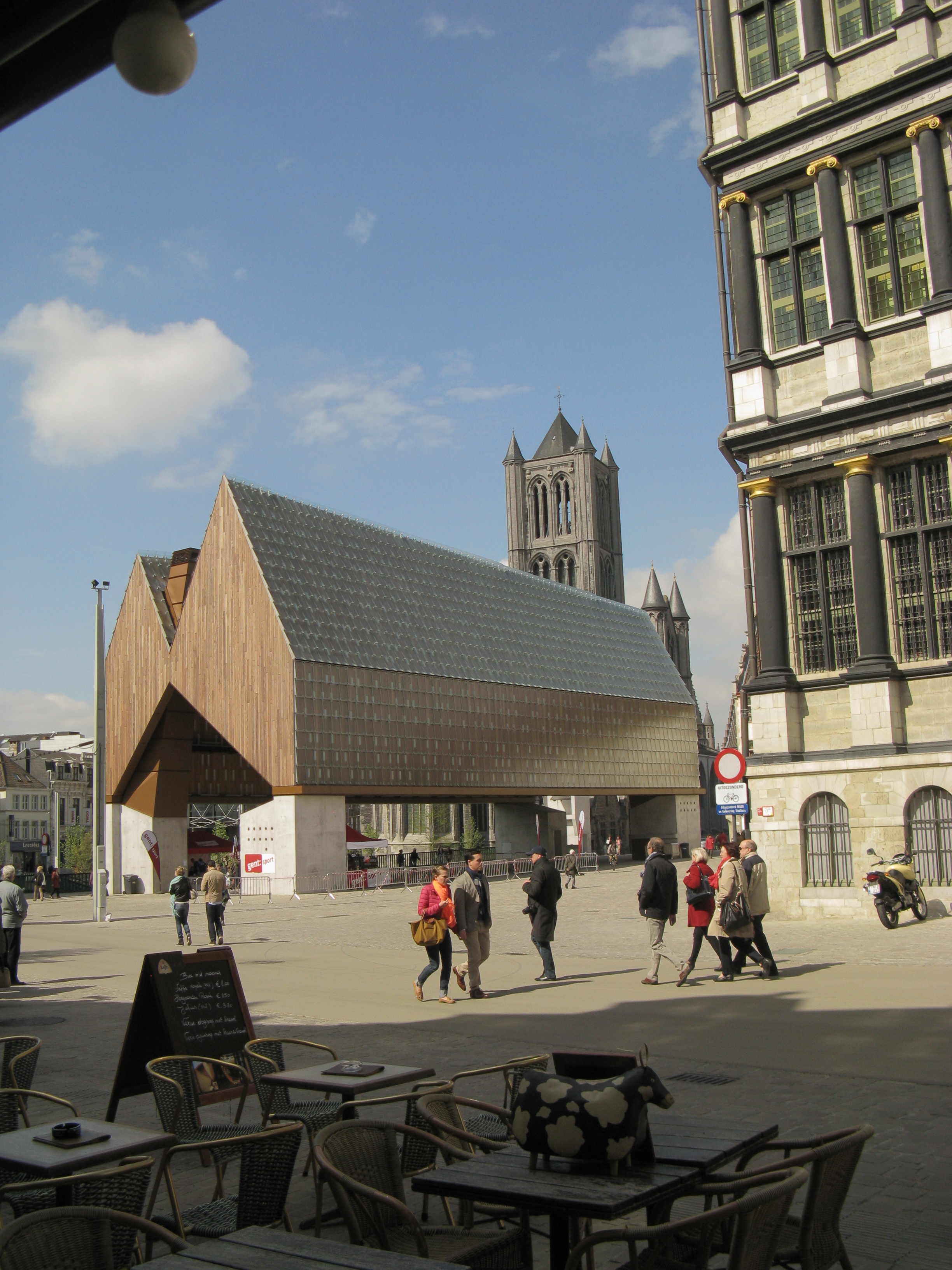
Stadshal, Gent

Paul Robbrecht (Sleidinge, 28 oktober 1950) en Hilde Daem (Haaltert, 12 december 1950) zijn Vlaamse architecten, die aan het hoofd staan van het bureau Robbrecht en Daem architecten in Gent (België).

## Biografie
Paul Robbrecht studeerde aan het Hoger Architectuurinstituut Sint-Lucas (1969-1974). Hilde Daem studeerde aan de Academie van Gent (KASK) (1970-1975). Robbrecht liep stage bij Marc Dessauvage en Daem bij Francis Serck. Na hun stageperiodes startten ze in 1975 samen een architectuurpraktijk. Deze leiden ze sinds 2012 samen met hun zoon Johannes Robbrecht.
Robbrecht doceerde als professor aan de Academie van Gent (1978-1992), Sint-Lucas Gent (1992-2016), de AA School in Londen (1997-1998) en Universiteit Gent (vanaf 1999). Daem was van 2000 tot 2007 voorzitter van de welstandscommissie van de stad Antwerpen en lid van de raad van bestuur van verschillende Vlaamse cultuurhuizen, zoals Concertgebouw Brugge (vanaf 2010) en het Museum van Hedendaagse Kunst Antwerpen (200-2018). Van 2016 tot 2018 was ze voorzitter van de raad van bestuur van Herita.
Alle ontwerpen van Robbrecht en Daem komen tot stand door middel van samenwerking. In literatuur treedt Paul Robbrecht voornamelijk naar voor als woordvoerder.
Het bureau van Robbrecht en Daem werkte al verschillende malen nauw samen met Marie-José Van Hee Architecten, waarmee ze een kantoor delen in de Lieremanstraat in Gent. De Stadshal op het Emile Braunplein in Gent en de verbouwing van Katoen Natie in Antwerpen zijn belangrijke voorbeelden van hun samenwerking.

## Stijl
Robbrecht en Daem maken deel uit van de zogenaamde 'Generatie van 1974', een groep architecten die in 1974 afstudeerden aan het Architectuurinstituut Sint-Lucas en een ontwerpattitude ontwikkelden die gekenmerkt wordt door een focus op de autonomie van architectuur en haar relatie met kunst en ambachtelijkheid. Ook Marie-José Van Hee, Marc Dubois, Jan Maenhout, Luc Devos, Francis Glorieux en Martin Herman behoren tot de Generatie van 1974. Samen met Van Hee, Dubois en Christian Kieckens worden Robbrecht en Daem ook tot de Silencieux gerekend, een groep van vijf Gentse architecten die aan het begin van de jaren zeventig reageerden op de falende sociale idealen van de jaren zestig door hun ontwerptechniek te verfijnen richting een meer introspectieve ervaring van het architecturaal ontwerp. In 1998 plaatste Francis Strauven de hang naar architecturaal minimalisme, zichtbaar in de materiaalkeuze en aandacht voor licht, en zogenaamd deconstructivisme in de ontwerpen van Robbrecht en Daem binnen een nieuwe stroming, de Nieuwe Eenvoud. Daartoe behoorden volgens hem ook andere architecten uit de laatste decennia van de 20e eeuw, zoals Stéphane Beel, Kieckens en Wim Cuyvers.
Robbrecht en Daem hebben grote belangstelling in de ontwikkeling van beeldende kunst en haar mogelijke invloed op architectuur. Ze vonden in hun praktijk een uitweg uit de architectuurcrisis van de jaren 1970 via een herwaardering van architectuur als autonome discipline. In de jaren 1980 steeg hun activiteit en creëerden ze meer architectuur die gemaakt werd om kunst te tonen. Ten slotte laten zich inspireren door de klassieke architectuurtraditie in combinatie met eigentijdse kunst.

### Invloed klassieke architectuurtraditie
Het vroegste werk van Robbrecht en Daem toont een terugkeer naar de klassieke basiscomponenten van de architectuur. Zo maken ze gebruik van de verhouding 3x5x7, met als "magische getal" 105. Een opmerkelijk voorbeeld daarvan was het BAC-bankgebouw in Kerksken bij Aalst (1988), een puur wit prisma omgeven met een dubbelhoge betonnen portiek. Na de Prijs van Rome (1979) en de Godecharleprijs (1980) behaald te hebben, maakte Robbrecht een studiereis door Italië, waar hij zich verdiepte in de Renaissance en lid werd van het Centro Palladio.

### Relatie tussen architectuur en kunst
Voor het architectenduo draagt architectuur op zich geen betekenis uit of is het geen vorm van expressie door de maker. Het verkrijgt betekenis door confrontatie met de omgeving of met kunstwerken. Dat laatste medium is volgens hen namelijk wel een product van menselijke expressie. Het kan, in tegenstelling tot architectuur, naar een niet-reële wereld refereren.
Robbrecht en Daems samenwerking met eigentijdse beeldende kunstenaars startte met Huis Mys in Oudenaarde (1984-1986). De verschillende vertrekken werden over een periode van tien jaar gemodelleerd in samenwerking met kunstenaars als Thierry de Cordier, Juan Muñoz en Cristina Iglesias. Na deze ervaring ontwikkelden zij tentoonstellingsprojecten samen met diverse kunstenaars. In 1999 ontwierpen Robbrecht en Daem samen met architecte Marie-José Van Hee een nieuw plein voor het Koninklijk Museum voor Schone Kunsten in Antwerpen. Pas in 2006 werd het plein, dat een kunstwerk van Rodin, een ronde zitbank van Ann Demeulemeester en een waterspiegel (Diepe Fontein) van Spaanse kunstenares Cristina Iglesias bevat, voltooid. Die laatste kunstenares ontwierp ook acht lichtkoepels voor de verbouwde kantoorruimtes van Katoen Natie in Antwerpen (1994).
Robbrecht en Daem ontwierpen ook tijdelijke tentoonstellingsarchitectuur, bijvoorbeeld voor het werk van kunstenaar René Heyvaert op Initiatief ‘86; de Hortatentoonstelling in 1986; Floor for a sculpture - Wall for a paining (1987) in De Appel in Amsterdam, waarbij kunstenaars werden uitgenodigd om te reageren op de architecturale interventie. en de Aue Paviljoens voor Documenta IX in Kassel (1990-1992) in opdracht van artistiek leider Jan Hoet. Verder verzorgde het duo ook de inrichting van Kunstzicht (1986), de Brusselse galerie Meert-Rihoux (de huidige Galerie Greta Meert) (1988) en de verbouwing van de Brusselse galerie Xavier Hufkens samen met architecte Marie-José Van Hee (1989).

## Belangrijkste realisaties
- 1990-1992 Aue Paviljoens, Documenta IX, Kassel
- 1994 en 2000 Verbouwing Katoen Natie, Antwerpen i.s.m. met Marie-José Van Hee[12]
- 1996-2003 Uitbreiding van het Museum Boijmans Van Beuningen, Rotterdam
- 1997 Kanaalhuizen, Coupure, Gent
- 1999-2002 Concertgebouw Brugge
- 2005-heden Stedenbouwkundig plan Oosterweelverbinding Antwerpen
- 2005-2010 Winkelcentrum K in Kortrijk en Sint-Janstoren (woontoren), Kortrijk
- 2007-heden Verbouwing Boekentoren Gent met onder andere drie, nieuwe, ondergrondse verdiepingen depot met aangepaste klimaatzone.[13]
- 2012 Halfopen tentoonstellingspaviljoen Openluchtmuseum voor beeldhouwkunst Middelheim te Antwerpen
- 2012 Vijf fonteinen op de heraangelegde Grote Markt te Lier
- 2012 Stadshal op het Emile Braunplein te Gent i.s.m. architecte Marie-José Van Hee, een van de 58 projecten die door David Chipperfield werden geselecteerd voor de Architectuurbiënnale van Venetië in 2012.[14]
- 2013 Reconstructie golfclubhuis naar voorontwerp van Mies van der Rohe te Krefeld, Duitsland (Project MIK, Mies in Krefeld)
- 2014 Verbouwing van de cinema Udarnik in Moskou van architect Boris Iofan tot een museum voor hedendaagse kunst
- 2016 Bekendmaking samenwerking met de architecten Dierendonckblancke voor een nieuw omroepgebouw voor de Vlaamse Radio- en Televisieomroeporganisatie op dezelfde locatie in Schaarbeek. Het gaat om een gebouw dat 105 miljoen euro zal kosten. De werken namens de VRT starten in 2018 en moeten klaar zijn tegen 2021.[15]

## Onderscheidingen
- 1979: Prijs van Rome
- 1980: Godecharleprijs
- 1997: Vlaamse Cultuurprijs voor Architectuur (samen met Marie-José Van Hee)